# Yokohama Rubber Company
The Yokohama Rubber Company, Limited (横浜ゴム株式会社 Yokohama Gomu Kabushiki-gaisha) er en japansk dækproducent med hovedkvarter i Tokyo. Virksomheden blev etableret 13. oktober 1917, som et joint venture mellem Yokohama Cable Manufacturing og B.F. Goodrich. I 1969 gik de ind på det amerikanske marked som Yokohama Tire Corporation. De fører mærkerne Advan, AVS og Reutzer.